# Waldemar Hellmich
Waldemar Theodor Eduard Adolf Hellmich (* 24. August 1880 in Breslau; † 1. Oktober 1949 in Basel) war ein deutscher Ingenieur und Direktor des Vereins Deutscher Ingenieure (VDI).

## Leben
Waldemar Hellmich war Sohn des Eisenbahn-Beamten Adolf Hellmich (1853–1941) und dessen Ehefrau Anna Sandig (1852–1925). Er besuchte das humanistische Gymnasium in Oppeln und studierte anschließend an der Universität Breslau sowie an der Technischen Hochschule Berlin. Als Ingenieur arbeitete er kurzzeitig bei kommunalen und industriellen Betrieben. Danach wurde er Gewerbereferendar und schloss diese Ausbildung als Gewerbeassessor ab. 1910 trat er in die Geschäftsstelle des Vereins Deutscher Ingenieure ein und wurde 1915 stellvertretender und 1919 Direktor. Dem VDI gehörte er auch als Mitglied an.
Während des Ersten Weltkriegs war Hellmich Verwaltungsdirektor der Artillerie-Werkstatt Spandau-Süd und schuf im Mai 1917 den Normalienausschuss für den Maschinenbau, der noch im selben Jahr in den Normenausschuß der deutschen Industrie mit Hellmich als Geschäftsführer umgewandelt wurde. Später wurde er Kurator und dann Ehrenpräsident des Normenausschusses. Im Februar 1918 wurde auf Anregung Hellmichs vom Reichswirtschaftsamt und vom VDI der „Ausschuß für wirtschaftliche Fertigung“ (AWF) gegründet. Ebenso regte er die Gründung der Zeitschrift Die Technik in der Landwirtschaft an, die im September 1919 zum ersten Mal erschien. Vorher war im November 1918 unter aktiver Mitwirkung Hellmichs, Heinrich Ruelbergs und Adolf Schillings die Idee für die spätere „Arbeitsgemeinschaft Deutscher Betriebsingenieure“ (ADB) entstanden. Die ADB wurde im Frühjahr 1920 gegründet und vereinigte die bis dahin unterschiedlichen betriebswirtschaftlichen Fachgruppen des VDI. Hellmich wurde ihr erster Geschäftsführer. Der „Reichsauschuß für Arbeitszeitermittlung“ entstand in der Folge aus der Zusammenarbeit von ADB und dem Verband Berliner Metallindustrieller. Am 1. Januar 1924 wurde Hellmich Geschäftsführer der am 6. Oktober 1923 gegründeten VDI-Verlag GmbH.
Ende 1933 beendete Hellmich seine Tätigkeit im VDI und übernahm die Leitung der deutschen Hoffmann-La Roche AG in Grenzach-Wyhlen, weil er die Ansicht vertrat, der Verein würde sich in die falsche Richtung bewegen. In der ersten Ausgabe der Zeitschrift des Vereines deutscher Ingenieure nach dem Zweiten Weltkrieg veröffentlichte er mit dem Aufsatz Der geistige Aufbruch der deutschen Ingenieure eine Abhandlung, in der er die Ingenieure aufforderte, sich auf die Grenzen rationellen Denkens zu besinnen, und neue geistige Zielsetzungen für den VDI formulierte.
Waldemar Hellmich war verheiratet und hatte einen Sohn und eine Tochter. Der Sohn galt seit einem Feindflug als vermisst.
Die Technische Hochschule Braunschweig verlieh Hellmich 1923 die Würde eines Doktoringenieurs ehrenhalber. Der VDI verlieh ihm 1942 das VDI-Ehrenzeichen und ernannte ihn 1948 zu seinem Ehrenmitglied. Zur Erinnerung an seinen Gründer hat das Deutsche Institut für Normung 1957 den Waldemar-Hellmich-Kreis zur Ehrung von Personen eingerichtet, die sich auf beruflichem Gebiet um die Normung verdient gemacht haben.